# Leanord Silex
Leanord Silex (Silex) је био професионални рачунар фирме Leanord који је почео да се производи у Француској од 1979. године.
Користио је непознато као микропроцесор. RAM меморија рачунара је имала капацитет од 32 KB или 48 KB зависно од верзије.

## Детаљни подаци
Детаљнији подаци о рачунару Silex су дати у табели испод.
|                       |                                                |
| [ 1 ]                 |                                                |
| Произвођач            |                                                |
| Тип                   | професионални рачунар                          |
| Меморија              | 32 или 48 зависно од верзије                   |
| Поријекло             | Француска                                      |
| Година                | 1979                                           |
| Тастатура             | пуни помак тастера, тастатура, AZERTY опционо. |
| Процесор              | непознато                                      |
| Фреквенција процесора | непознато                                      |
| RAM                   | 32 или 48 KB                                   |
| ROM                   | непознато                                      |
| Текст                 | 80 x 25 ?                                      |
| Графика               | да                                             |
| Боја                  | једна боја, уграђени монитор                   |
| Звук                  | непознато                                      |
| Димензије             | непознато                                      |
| Портови               |                                                |
| Оперативни систем     | непознато                                      |